# رود روهر

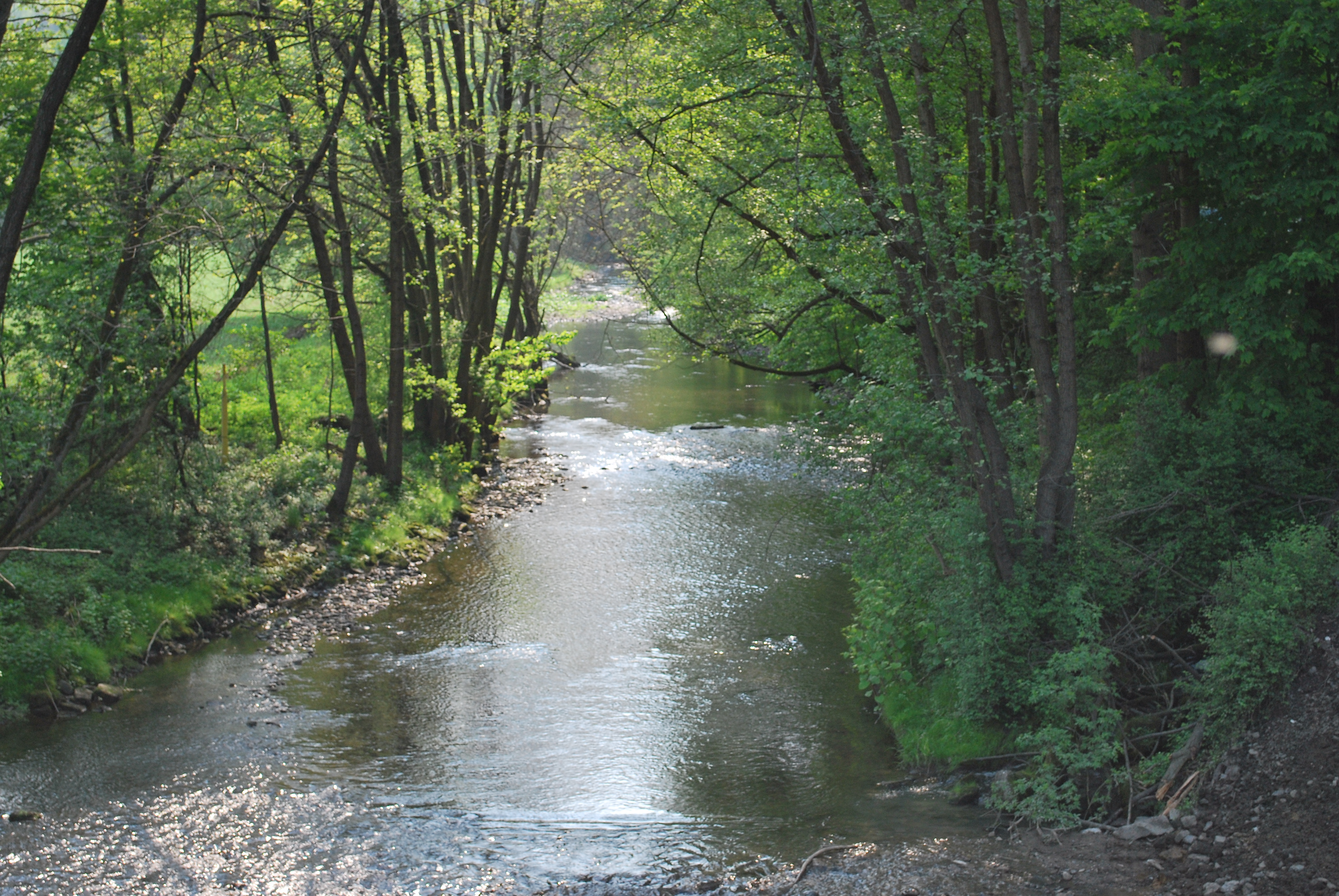
تصویری از رود روهر

رود روهر در ایالت نوردراین-وستفالن آلمان جاری است. این رود از کوه‌های شمال این ایالت جاری می‌شود و در ایالت هسن به رود ادر می‌پیوندد.